# اد (رود)
 اد رودی است به دریای مدیترانه می‌ریزد. این رود از کشور فرانسه می‌گذرد.